# Dực Khôn cung
Dực Khôn cung (chữ Hán: 翊坤宮) là một trong sáu cung điện thuộc Tây lục cung, nằm trong khuôn viên hậu cung tại Tử Cấm Thành, Bắc Kinh. "Dực Khôn" có ý nghĩa "Dực Đới Khôn Ninh" (翊戴坤寧), tức là phò trợ cho Hoàng Hậu.           

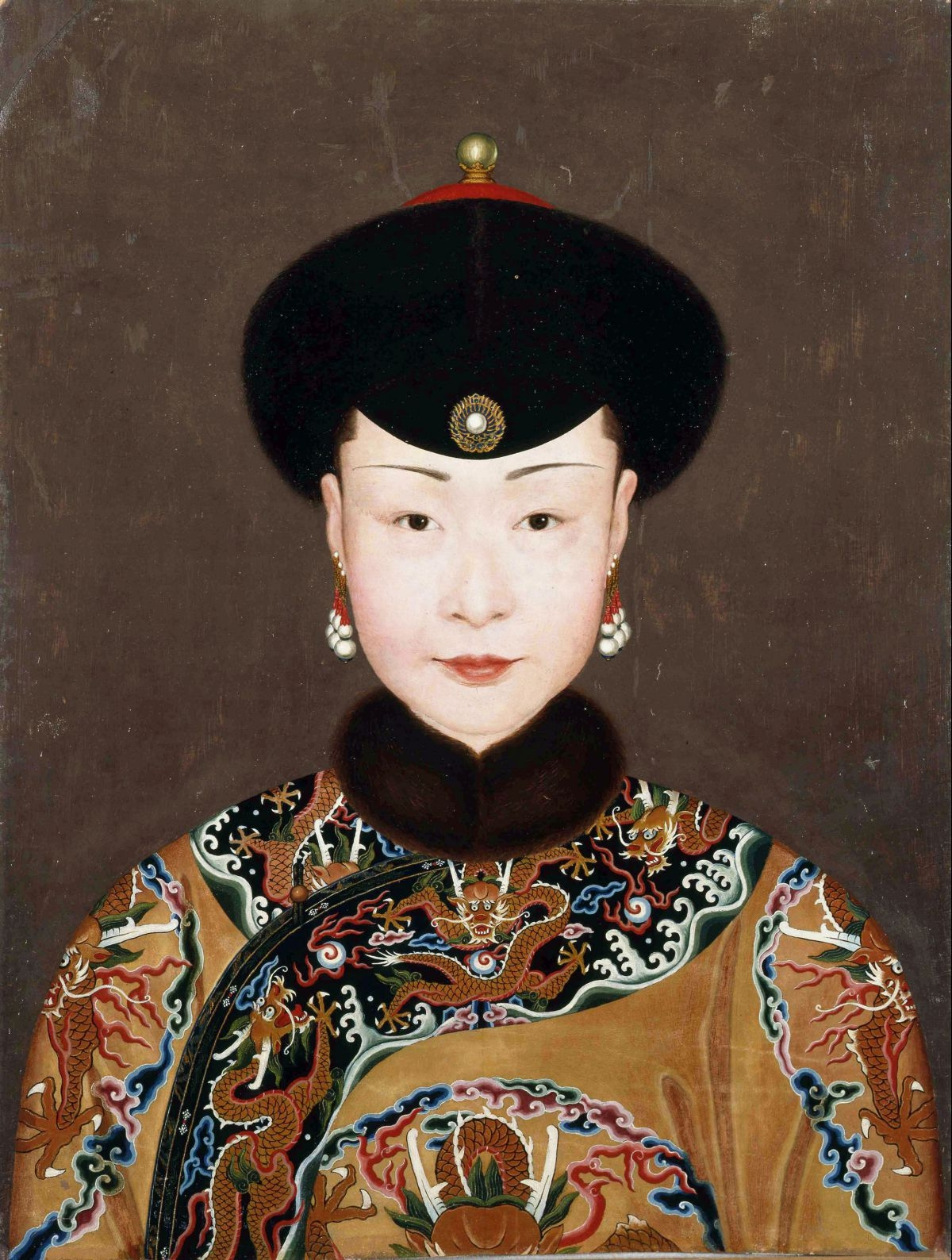
Thanh Cao Tông Kế Hoàng hậu Na Lạp thị

Nổi tiếng là cung điện nguy nga, tráng lệ, dành cho sủng hậu - phi, song hành với Thừa Càn cung ở Đông lục cung.

## Lịch sử
Cung điện được xây dựng vào triều Minh năm Vĩnh Lạc thứ 18 (1420), lúc đầu mang tên Vạn An cung (万安宫), năm Gia Tĩnh thứ 14 (1535), đổi thành Dực Khôn cung. Triều Thanh, cung vẫn giữ nguyên tên cũ và qua nhiều lần trùng tu.
Ban đầu kiến trúc Dực Khôn cung có hai phần: tiền viện và hậu viện. Vào cuối triều Thanh, hậu viện của Dực Khôn cung được gỡ bỏ để hợp thể với Thể Hoà điện (体和殿), hai điện Đông-Tây cũng được sửa thành lối liên thông với Trữ Tú cung, hình thành Nam Bắc tứ viện gồm: Nguyên Hoà điện (元和殿), Diên Hồng điện (延洪殿), Thể Hoà điện (體和殿), Lệ Cảnh hiên (麗景軒).
Quang Tự năm thứ 10 (1884), Từ Hi thái hậu dời đến Dực Khôn cung nhân dịp thọ thần 50 tuổi, từng ở tại Thể Hoà điện xử lí việc triều chính. Đại lễ tuyển phi của Quang Tự đế cũng được tổ chức tại Thể Hoà điện. Trong [12 bức Cung huấn đồ] mà Càn Long đế ban cho hậu phi Đông-Tây lục cung, Dực Khôn cung sở hữu bức [Chiêu dung bình thư đồ] cùng ngự bút biển [Ý Cung Uyển Thuận].

## Kiến trúc
- Dực Khôn môn (翊坤門): cổng chính dẫn vào cung, nằm ở hướng Bắc, quay mặt về hướng Nam, trong Dực Khôn môn có một bình môn đề bốn chữ [Quang minh thịnh xương; 光明盛昌].
- Dực Khôn cung Chính điện (翊坤宮正殿): rộng năm gian, hai bên đặt các phượng đồng, hạc đồng và lưu đồng, ngói lưu ly vàng, dưới mái hiên trang trí [Đấu củng; 斗拱]. Xà nhà làm bằng gỗ phương, trang trí các hoa văn, tranh vẽ.

Cửa vào có tấm bình phong năm cánh vẽ năm bức tranh. Dưới mái hiên phía trước chính điện đề: [Dực Khôn cung], hai bên là đôi câu đối [Bảo sắt dao cầm bàn đào thiên tuế quả; 寶瑟瑤琴蟠桃千歲果] và [Kì hoa chi thảo ôn thụ tứ thì xuân; 琪花芝草溫樹四時春]. Ở hành lang trước gian chính có bức hoành phi [Lí lộc tuy hậu; 履祿綏厚] do Từ Hi thái hậu đích thân ngự bút, hai bên là đôi câu đối [Tùng dũ lạc xuân trường kí an thả cát; 松牖樂春長既安且吉] và [Lan cai nghi thư vĩnh viết thọ nhi khang; 蘭陔宜書永曰壽而康].
Trong gian chính, ở vị trí trung tâm là bảo toạ dành cho [Dực Khôn cung chủ vị] cùng với bình phong, hương kỉ và cung phiến. Phía trên bảo toạ treo bức hoành phi [Hữu dung đức đại; 有容德大] do Từ Hi thái hậu ngự bút.
Các gian giữa và gian cuối ở hai bên Đông-Tây đều được ngăn cách bằng một tấm bình phong. Hoàng đế Phổ Nghi khi còn ở tại Dực Khôn cung từng sai người làm một chiếc xích đu ở Chính điện, nay tuy bị dỡ bỏ nhưng giá xích đu vẫn còn.
- Diên Hồng điện (延洪殿): còn gọi Khánh Vân trai (慶雲齋), là điện phía Đông của Dực Khôn cung, rộng ba gian, lợp ngói lưu ly vàng, trước hiên treo tấm biển [Khánh Vân trai; 慶雲齋] do Từ Hi thái hậu ngự bút, phía trên chính giữa là con dấu [Từ Hi Hoàng thái hậu ngự bút chi bảo; 慈禧皇太后御笔之宝], hai bên là đôi câu đối [Thải vân bảo thụ quỳnh điền nhiễu; 彩雲寶樹瓊田繞] và [Tiên hà kì hoa bích giản hương; 仙霞琪花碧澗香].
- Nguyên Hoà điện (元和殿): còn gọi Đạo Đức đường (道德堂), điện phía Tây của Dực Khôn cung, rộng ba gian, lợp ngói lưu ly vàng, trước hiên treo tấm biển [Đạo Đức đường; 道德堂], phía trên là con dấu [Từ Hi Hoàng thái hậu ngự bút chi bảo; 慈禧皇太后御笔之宝], hai bên là đôi câu đối [Phượng các hiểu hà hồng tán khỉ; 鳳閣曉霞紅散綺] và [Long trì xuân thủy lục sinh ba; 龍池春水綠生波].
- Thể Hoà điện (體和殿): hậu điện của Dực Khôn cung. Cuối triều Thanh, Dực Khôn cung và Trữ Tú cung được tu bổ liên thông với nhau, hậu điện của Dực Khôn cung được đổi tên thành Thể Hoà điện. Điện rộng năm gian, lợp ngói lưu ly vàng, trước hiên treo bức hoành phi [Tường phượng vi lâm; 翔鳳為林]. Hai bên treo đôi câu đối [Cửu hữu khánh quang hoa nhật nguyệt sở chiếu; 九有慶光華日月所照] và [Tam vô chiêu hỗ mạo thiên địa đồng lưu;  三無昭怙冒天地同流]. Ngoài ra, mái hiên phía Nam gian chính treo bức hoàng phi [Thể nhất bao nguyên; 體一苞元] và mái hiên phía Bắc treo bức [Vân nhuận tinh huy; 雲潤星輝] đều do Từ Hi thái hậu ngự bút. Hiên phía Bắc hành lang còn có đôi câu đối [Thì hành vật sinh lưỡng gian tuyên đạo diệu; 時行物生兩間宣道妙] và [Nhật huyên vũ nhuận vạn vị hà thiên công; 日暄雨潤萬彙荷天功].
- Bình Khang thất (平康室): điện phía Đông của Thể Hoà điện, phía trước hiên có biển [Bình Khang thất; 平康室] do Từ Hi thái hậu ngự bút, hai bên có đôi câu đối [Cẩm tú xuân minh hoa phú quý;錦鏽春明花富貴] và [Lang can thư báo trúc bình an; 琅玕書報竹平安].
- Ích Thọ trai (益寿斋): điện phía Tây của Thể Hoà điện, trước hiên treo biển [Ích Thọ trai; 益寿斋] do Từ Hi thái hậu ngự bút, hai bên có đôi câu đối [Thiên bôi hiến thọ tề nam nhạc; 天杯獻壽齊南嶽] và [Thánh tảo quang huy động bắc thần; 聖藻光輝動北辰].
- Thủy tỉnh (水井): nằm phía Đông-Nam Thể Hoà điện nhưng nay phần mái vòm đã bị hư hại.

## Các hậu phi từng cư trú
- Minh Mục Tông Long Khánh Đế: Quý phi Lý thị
- Minh Thần Tông Vạn Lịch Đế: Hoàng quý phi Trịnh thị
- Minh Tư Tông Sùng Trinh Đế: Quý phi Viên thị
- Thanh Thánh Tổ Khang Hi Đế: Nghi phi Quách Lạc La thị
- Thanh Thế Tông Ung Chính Đế: Đôn Túc Hoàng quý phi Niên thị
- Thanh Cao Tông Càn Long Đế: Kế Hoàng hậu Na Lạp thị, Đôn phi Uông thị, Hòa Thạc Hòa Khác Công chúa, Cố Luân Hòa Hiếu Công chúa
- Thanh Nhân Tông Gia Khánh Đế: An tần Tô Hoàn Ni Qua Nhĩ Giai thị
- Thanh Tuyên Tông Đạo Quang Đế: Tường phi Nữu Hỗ Lộc thị
- Thanh Văn Tông Hàm Phong Đế: Hiếu Khâm Hiển Hoàng hậu tức Từ Hi Thái hậu